# 维吉尔 (纽约州)
维吉尔（英語：Virgil）是位于美国纽约州科特兰县的一个镇，地处科特兰县西南部、科特兰市以南。2010年美国人口普查时，该镇有2401人。维吉尔镇于1804年从荷马镇分出，其名称来源于古罗马著名诗人维吉尔。